# Золоті та срібні пам'ятні монети євро Німеччини
Золоті та срібні пам'ятні монети євро — спеціальні монети, що їх випускають центральні банки країн Єврозони.

## Монети

### 2002 рік
|               | Презентація євро                |                      |                |  |
| Дизайнер:     | Дизайнер:                       | Монетний двір:       | Монетний двір: |  |
| Номінал: €10  | Проба: Ag 925 (срібло)          | Кількість: 2 000 000 | Якість: пруф   |  |
| Випуск: 2002  | Діаметр: 32,5 мм                | Вага: 18 г           | Вартість:      |  |
|               |                                 |                      |                |  |
|               |                                 |                      |                |  |
|               | Презентація євро                |                      |                |  |
| Дизайнер:     | Дизайнер:                       | Монетний двір:       | Монетний двір: |  |
| Номінал: €100 | Проба: Au 999,9 (золото)        | Кількість: 500 000   | Якість:        |  |
| Випуск: 2002  | Діаметр: 28 мм                  | Вага: 15,55 г        | Вартість:      |  |
|               |                                 |                      |                |  |
|               | Презентація євро                |                      |                |  |
| Дизайнер:     | Дизайнер:                       | Монетний двір:       | Монетний двір: |  |
| Номінал: €200 | Проба: Au 999,9 (срібло)        | Кількість: 100 000   | Якість:        |  |
| Випуск: 2002  | Діаметр: 32,5 мм                | Вага: 31,1 г         | Вартість:      |  |
|               |                                 |                      |                |  |
|               | 100-ліття метро Німеччини       |                      |                |  |
| Дизайнер:     | Дизайнер:                       | Монетний двір:       | Монетний двір: |  |
| Номінал: €10  | Проба: Ag 925 (срібло)          | Кількість: 2 000 000 | Якість: пруф   |  |
| Випуск: 2002  | Діаметр: 32,5 мм                | Вага: 18 г           | Вартість:      |  |
|               |                                 |                      |                |  |
|               | Виставка Documenta              |                      |                |  |
| Дизайнер:     | Дизайнер:                       | Монетний двір:       | Монетний двір: |  |
| Номінал: €10  | Проба: Ag 925 (срібло)          | Кількість: 2 000 000 | Якість: пруф   |  |
| Випуск: 2002  | Діаметр: 32,5 мм                | Вага: 18 г           | Вартість:      |  |
|               |                                 |                      |                |  |
|               | Музейний острів у Берліні       |                      |                |  |
| Дизайнер:     | Дизайнер:                       | Монетний двір:       | Монетний двір: |  |
| Номінал: €10  | Проба: Ag 925 (срібло)          | Кількість: 2 000 000 | Якість: пруф   |  |
| Випуск: 2002  | Діаметр: 32,5 мм                | Вага: 18 г           | Вартість:      |  |
|               |                                 |                      |                |  |
|               | 50-ліття німецького телебачення |                      |                |  |
| Дизайнер:     | Дизайнер:                       | Монетний двір:       | Монетний двір: |  |
| Номінал: €10  | Проба: Ag 925 (срібло)          | Кількість: 2 000 000 | Якість: пруф   |  |
| Випуск: 2002  | Діаметр: 32,5 мм                | Вага: 18 г           | Вартість:      |  |

### 2003 рік
| Файл:2003 deutsches museum bildseite.jpg | 100-ліття німецького музею                             | 100-ліття німецького музею | 100-ліття німецького музею | 100-ліття німецького музею |
| Файл:2003 deutsches museum bildseite.jpg | Дизайнер:                                              | Дизайнер:                  | Монетний двір:             | Монетний двір:             |
| Файл:2003 deutsches museum bildseite.jpg | Номінал: €10                                           | Проба: Ag 925 (срібло)     | Кількість: 2 050 000       | Якість: пруф               |
| Файл:2003 deutsches museum bildseite.jpg | Випуск: 2003                                           | Діаметр: 32,5 мм           | Вага: 18 г                 | Вартість:                  |
|                                          |                                                        |                            |                            |                            |
|                                          | 200 років з дня народження Юстуса фон Лібіха           |                            |                            |                            |
| Дизайнер:                                | Дизайнер:                                              | Монетний двір:             | Монетний двір:             |                            |
| Номінал: €10                             | Проба: Ag 925 (срібло)                                 | Кількість: 2 050 000       | Якість: пруф               |                            |
| Випуск: 2003                             | Діаметр: 32,5 мм                                       | Вага: 18 г                 | Вартість:                  |                            |
|                                          |                                                        |                            |                            |                            |
|                                          | 50-ліття Народного повстання 17 червня 1953 року у НДР |                            |                            |                            |
| Дизайнер:                                | Дизайнер:                                              | Монетний двір:             | Монетний двір:             |                            |
| Номінал: €10                             | Проба: Ag 925 (срібло)                                 | Кількість: 2 050 000       | Якість: пруф               |                            |
| Випуск: 2003                             | Діаметр: 32,5 мм                                       | Вага: 18 г                 | Вартість:                  |                            |
|                                          |                                                        |                            |                            |                            |
|                                          | Чемпіонат світу з футболу 2006                         |                            |                            |                            |
| Дизайнер:                                | Дизайнер:                                              | Монетний двір:             | Монетний двір:             |                            |
| Номінал: €10                             | Проба: Ag 925 (срібло)                                 | Кількість: 3 550 000       | Якість: пруф               |                            |
| Випуск: 2003                             | Діаметр: 32,5 мм                                       | Вага: 18 г                 | Вартість:                  |                            |
|                                          |                                                        |                            |                            |                            |
|                                          | Промисловий ландшафт рурської області                  |                            |                            |                            |
| Дизайнер:                                | Дизайнер:                                              | Монетний двір:             | Монетний двір:             |                            |
| Номінал: €10                             | Проба: Ag 925 (срібло)                                 | Кількість: 2 050 000       | Якість: пруф               |                            |
| Випуск: 2003                             | Діаметр: 32,5 мм                                       | Вага: 18 г                 | Вартість:                  |                            |
|                                          |                                                        |                            |                            |                            |
|                                          | 200-ліття з дня народження Готфріда Земпера            |                            |                            |                            |
| Дизайнер:                                | Дизайнер:                                              | Монетний двір:             | Монетний двір:             |                            |
| Номінал: €10                             | Проба: Ag 925 (срібло)                                 | Кількість: 2 050 000       | Якість: пруф               |                            |
| Випуск: 2003                             | Діаметр: 32,5 мм                                       | Вага: 18 г                 | Вартість:                  |                            |
|                                          |                                                        |                            |                            |                            |
|                                          | Кведлінбург, об'єкт Світової спадщини ЮНЕСКО           |                            |                            |                            |
| Дизайнер:                                | Дизайнер:                                              | Монетний двір:             | Монетний двір:             |                            |
| Номінал: €100                            | Проба: Au 999 (золото)                                 | Кількість: 400 000         | Якість: пруф               |                            |
| Випуск: 2003                             | Діаметр: 28 мм                                         | Вага: 15,55 г              | Вартість:                  |                            |